# Elección para gobernador de Connecticut de 2010
La elección para gobernador de Connecticut de 2010 tuvo lugar el 2 de noviembre. Las primarias fueron celebradas el 10 de agosto de 2010. La gobernadora titular Jodi Rell anunció en una conferencia de prensa en Hartford el 9 de noviembre de 2009, que ella no buscaría la reelección en 2010. Según reportes de Cook Political Report y CQ Politics las elecciones para el gobernador del estado estaban reñidas.

## Primaria republicana

### Candidatos

#### Declarados
- Michael Fedele, vicegobernador titular
- Thomas C. Foley, ex embajador de los Estados Unidos en Irlanda
- Oz Griebel, presidente y director ejecutivo de MetroHartford Alliance

#### Candidaturas declinadas
- Jodi Rell, gobernadora titular[4]
- Kevin J. O'Connor, exfiscal federal del distrito de Connecticut
- Lawrence F. Cafero, líder republicano de la Cámara de Representantes estatal
- Chris Shays, exrepresentante de Estados Unidos
- John P. McKinney, líder republicano del Senado estatal
- Jeff Wright, alcalde de Newington: candidato a Tesorero de Connecticut
- Mark Boughton, alcalde de Danbury, se postuló para vicegobernador
- Lawrence J. DeNardis, exrepresentante de Estados Unidos del 3.º distrito congresional de Connecticut

### Resultados
|  | 42.27 % |

|  | 39.10 % |

|  | 18.63 % |

|  | 100 % |

## Primaria demócrata

### Candidatos

#### Declarados
- Ned Lamont, empresario y candidato demócrata al Senado de los Estados Unidos en 2006[6]
- Dan Malloy, exalcalde de Stamford

#### Candidaturas declinadas
- James Amann, expresidente de la Cámara de Representantes de Connecticut[7]
- Richard Blumenthal, procurador general de Connecticut
- Susan Bysiewicz, Secretario de Estado de Connecticut[8]
- Juan Figueroa Agosto, presidente de la Universal Health Care Foundation de Connecticut y ex legislador estatal
- Mary Glassman, primera mujer selecta de Simsbury y excandidata demócrata a vicegobernador (se postuló para vicegobernador de Connecticut)[9]
- Michael Jarjura, alcalde de Waterbury
- Gary LeBeau, senador estatal[10]
- Rudy Marconi, primer seleccionador de Ridgefield (respaldo a Lamont)
- Donald E. Williams Jr., presidente del Senado de Connecticut (respaldo a Lamont)[11][12][13]

### Resultados
|  | 57.01 % |

|  | 42.99 % |

|  | 100 % |

## Elección general
| Elección para gobernador de Connecticut de 2010 | Elección para gobernador de Connecticut de 2010 | Elección para gobernador de Connecticut de 2010 | Elección para gobernador de Connecticut de 2010 | Elección para gobernador de Connecticut de 2010 | Elección para gobernador de Connecticut de 2010 |
| Partido                                         | Partido                                         | Candidato/a                                     | Votos                                           | %                                               |                                                 |
| ----------------------------------------------- | ----------------------------------------------- | ----------------------------------------------- | ----------------------------------------------- | ----------------------------------------------- | ----------------------------------------------- |
|                                                 | Demócrata                                       | Dan Malloy                                      | 567,278                                         | 49.51%                                          |                                                 |
|                                                 | Republicano                                     | Thomas C. Foley                                 | 560,874                                         | 48.95%                                          |                                                 |
|                                                 | Independiente                                   | Thomas E. Marsh                                 | 17,629                                          | 1.54%                                           |                                                 |
| Total                                           | Total                                           | Total                                           | 1,145,799                                       | 100.0%                                          |                                                 |
|                                                 | Ganancia Demócrata de Republicano               |                                                 |                                                 |                                                 |                                                 |